# 춘희 '75
"춘희 '75"(Chun-Hee '75)는 한국에서 제작된 신상옥 감독의 1975년 드라마 영화이다. 오수미 등이 주연으로 출연하였고 신태선 등이 제작에 참여하였다.

## 출연

### 주연
- 오수미
- 신진일
- 최남현

### 조연
- 이일웅
- 김무영
- 장훈
- 김웅
- 김순복
- 서한나
- 이예성
- 박은주
- 김소조
- 신찬일
- 김기범
- 이숙정
- 함경희
- 노애리
- 박양미
- 조학자
- 추봉

## 기타
- 각색: 김하림
- 원작자: 알렉상드르 뒤마 필스
- 제작지휘: 신명길
- 제작부장: 임철호
- 제작담당: 박행철
- 촬영부: 최길선
- 조명: 마용천
- 조명부: 한갑석
- 스틸: 노기흘
- 조연출: 이은수
- 음향: 윤덕영
- 사운드: 유창국
- 미술: 송백규
- 의상: 앙드레김
- 현상: 한국천연색